# Мала Новска Рујишка
Мала Новска Рујишка је насељено мјесто у општини Нови Град, Република Српска, БиХ. Према попису становништва из 1991. у насељу је живјело 569 становника.

## Становништво
У насељу живи око 570 становника који се претежно баве пољопривредом, чија је главна грана земљорадња, сточарство и воћарство.
| Националност       | 1991. | 1981. | 1971. | 1961. |
| Срби               | 567   | 750   | 980   | 1.174 |
| Југословени        | 1     |       |       |       |
| Македонци          |       |       | 1     |       |
| Албанци            |       |       | 1     |       |
| Муслимани          |       | 3     | 5     |       |
| Хрвати             |       | 1     |       | 1     |
| остали и непознато | 1     | 1     | 1     |       |
| Укупно             | 569   | 755   | 988   | 1.175 |

| Демографија | Демографија | Демографија |
| Година      | Становника  | Становника  |
| ----------- | ----------- | ----------- |
| 1948.       | 1.084       |             |
| 1953.       | 1.120       |             |
| 1961.       | 1.175       |             |
| 1971.       | 988         |             |
| 1981.       | 755         |             |
| 1991.       | 569         |             |